# قطعنامه ۳۷۵ شورای امنیت
قطعنامه ۳۷۵ شورای امنیت سازمان ملل متحد که در تاریخ ۲۲ سپتامبر ۱۹۷۵ تصویب شد، سندی بین‌المللی دربارهٔ عضویت پاپوآ گینه نو است. این قطعنامه طی نشست ۱٬۸۴۱ام با ۱۵ موافق، ۰ مخالف و ۰ ممتنع تصویب شد.